# LA Galaxy 2008
Questa voce raccoglie le informazioni riguardanti il LA Galaxy nelle competizioni ufficiali della stagione 2008.

## Stagione
Nella stagione 2008, la squadra californiana si trova in una fase transitoria, con l'addio di Gullit e Lalas alla guida tecnica del club e l'arrivo di Bruce Arena. I risultati altalenanti la affermano al tredicesimo posto finale nella stagione regolare, fallendo l'accesso ai play-off. Gioca anche in coppa nazionale ma viene eliminata dal Colorado Rapids.

## Organico
Di seguito la rosa aggiornata al 26 marzo 2008.

### Rosa 2008
| N. |                        | Ruolo | Calciatore                |
| -- | ---------------------- | ----- | ------------------------- |
| 1  | Stati Uniti (bandiera) | P     | Steve Cronin              |
| 2  | Stati Uniti (bandiera) | D     | Mike Randolph             |
| 3  | Stati Uniti (bandiera) | D     | Greg Vanney               |
| 4  | Canada (bandiera)      | D     | Ante Jazić                |
| 5  | Nigeria (bandiera)     | D     | Celestine Babayaro        |
| 6  | Canada (bandiera)      | C     | Kevin Harmse              |
| 7  | Stati Uniti (bandiera) | C     | Chris Klein               |
| 8  | Stati Uniti (bandiera) | C     | Peter Vagenas             |
| 9  | Stati Uniti (bandiera) | A     | Jovan Kirovski            |
| 10 | Stati Uniti (bandiera) | C     | Landon Donovan (capitano) |
| 11 | Stati Uniti (bandiera) | A     | Israel Sesay              |
| 12 | Stati Uniti (bandiera) | D     | Troy Roberts              |
| 14 | Stati Uniti (bandiera) | A     | Edson Buddle              |
| 15 | Stati Uniti (bandiera) | C     | Quavas Kirk               |

| N. |                        | Ruolo | Calciatore      |
| -- | ---------------------- | ----- | --------------- |
| 16 | Stati Uniti (bandiera) | D     | Gregg Berhalter |
| 17 | Portogallo (bandiera)  | D     | Abel Xavier     |
| 19 | Stati Uniti (bandiera) | C     | Josh Tudela     |
| 20 | Guatemala (bandiera)   | A     | Carlos Ruíz     |
| 21 | Stati Uniti (bandiera) | A     | Alan Gordon     |
| 22 | Stati Uniti (bandiera) | D     | Kelly Gray      |
| 23 | Inghilterra (bandiera) | C     | David Beckham   |
| 24 | Stati Uniti (bandiera) | D     | Julian Valentin |
| 26 | Stati Uniti (bandiera) | C     | Ely Allen       |
| 27 | Stati Uniti (bandiera) | C     | Bryan Jordan    |
| 28 | Stati Uniti (bandiera) | D     | Sean Franklin   |
| 31 | Stati Uniti (bandiera) | P     | Josh Wicks      |
| 35 | Stati Uniti (bandiera) | P     | Charles Alamo   |